# 日语教育能力检定测试

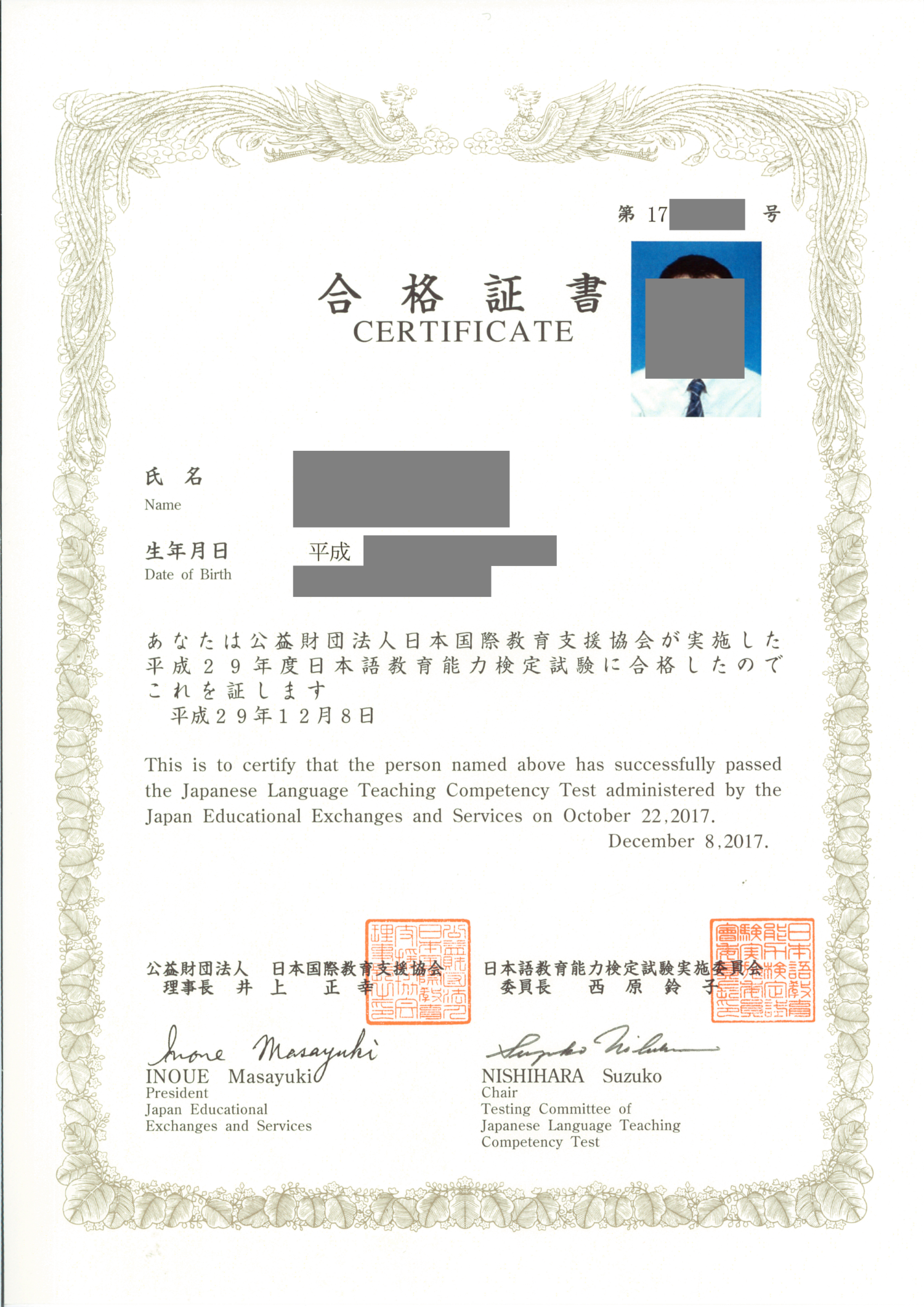
合格证书

日语教育能力检定测试（日语：／）是一个由公益财团法人日本国际教育支援协会主办，受公益财团法人日语教育协会认定的日本国内的考试。通过考试的人一般在日本被认为是有日语教师资格的人。

## 概况
- 该考试并不是日本的国家资格考试，但一般认为通过了该考试的人即成为有日语教师资格的人。
- 该考试自1986年开始实施。每年举办1次（10月的第三或第四个周日）。
- 2016年有6167人报名考试，4934人参加考试，1231人合格。[1]
- 考试分别由Ⅰ・Ⅱ・Ⅲ三部分组成。
- 考试的合格点数并不公开。考试问题部分可以由考生带走。
- 考试的结果于12月中旬通过邮寄形式发送给考生，同时给合格者寄送合格证书。

## 相关链接
- 日语教育能力检定测试官方网站 （页面存档备份，存于）
- 日语教育振兴协会 （页面存档备份，存于）
- 日语教育协会 （页面存档备份，存于）